# Ilya Shymanovich
Ilya Shymanovich, né le 2 août 1994, est un nageur biélorusse qui a notamment participé aux championnats du monde de natation.
Le 20 décembre 2020, il bat le record du monde du 100 m brasse en petit bassin (55 s 34).

## Palmarès
- Championnats du monde 2015
  - 200 m brasse : 37e
  - 4 × 100 m 4 nages : 15e

- Championnats du monde en petit bassin 2016
  - 50 m brasse : 10e
  - 100 m brasse : 8e
  - 200 m brasse : 17e
  - 4 × 50 m 4 nages : 3e 
  - 4 × 100 m 4 nages : 48e
  - 4 × 50 m 4 nages mixte : 9e

- Championnats du monde 2017
  - 50 m brasse : 8e
  - 100 m brasse : 16e
  - 200 m brasse : 24e
  - 4 × 100 m 4 nages : 8e

- Championnats du monde en petit bassin 2018
  - 50 m brasse : 2e 
  - 100 m brasse : 2e 
  - 200 m brasse : 12e
  - 4 × 50 m 4 nages : 6e
  - 4 × 100 m 4 nages : 6e
  - 4 × 50 m 4 nages mixte : 10e

- Championnats du monde 2019
  - 50 m brasse : 5e
  - 100 m brasse : 12e
  - 200 m brasse : 27e
  - 4 × 100 m 4 nages : 9e
  - 4 × 100 m 4 nages mixte : 9e

- Championnats du monde en petit bassin 2021
  - 100 m brasse : 1er